# KK-dalen
Das KK-dalen ist ein vereistes Tal der Heimefrontfjella im ostantarktischen Königin-Maud-Land. Es liegt zwischen der Sivorgfjella und der XU-Fjella.
Wissenschaftler des Norwegischen Polarinstituts benannten es 1967 nach dem Akronym für das Koordinasjonskomiteen (norwegisch für Koordinationsgremium), das im Kampf gegen die deutsche Besatzung Norwegens im Zweiten Weltkrieg eine Schlüsselfunktion einnahm.